# Lago Úrmia
O lago Úrmia (em persa: دریاچه ارومیه, Daryâche-ye Orumiye; em azeri:  Urmiya gölü; em curdo:  Gola Urmiyê, em armênio/arménio:  Ուրմիա լիճ) é um dos principais lagos salgados do Irã, na parte noroeste do país, na província do Azerbaijão Ocidental.
Tem 5200 km², com comprimento máximo de 140 km e largura máxima de 55 km. A profundidade máxima é de 16 m.
Devido à seca, um número cada vez maior de barragens e o uso excessivo de de fontes de água subterrânea e rios pelos agricultores, o lago começou a recuar em meados dos anos 2000 e, em 2014, tinha encolhido para uma fração do seu tamanho anterior, com relatos de que continha apenas 500 milhões de metros cúbicos de água, em comparação com 30 mil milhões de metros cúbicos anteriores.
Estima-se que seis mil milhões de toneladas de sal e poeira ameaçavam soprar ao redor da área circundante, devastando terras agrícolas e apresentando riscos à saúde da população local.
O programa para salvar o lago começou em 2013. Na época, a superfície de Urmia cobria apenas 500 quilómetros quadrados, uma fração dos 5.000 quilómetros quadrados no seu auge. Em 2017, já tinha expandido para 2.300 quilómetros quadrados e em Abril de 2020 estava em 3.134 quilómetros quadrados.
A superfície do lago está em 2020 a 1.271,75 metros acima do nível do mar, tendo aumentado 0,3 metros em 2019 e 1,7 m desde 2014. A meta é atingir um nível de água de pouco mais de 1.274 metros.
Um elemento crítico para o projeto envolveu convencer os agricultores a mudar as suas práticas. Houve uma redução de 35% no uso de água pelas quintas locais e uma redução de 40% no uso de pesticidas tradicionais. Além disso, foi removido o lodo dos rios locais que alimentam o lago e mais água foi libertada das barragens próximas.